# Josef Hirtreiter
Josef Hirtreiter (ur. 1 lutego 1909 w Bruchsal, zm. 27 listopada 1978 we Frankfurcie nad Menem) – niemiecki robotnik, SS-Unterscharführer, uczestnik akcji T4, członek personelu obozów zagłady w Treblince i Sobiborze, skazany w 1951 roku na karę dożywotniego więzienia.

## Życiorys
Urodził się w mieście Bruchsal nieopodal Karlsruhe. Po ukończeniu szkoły podstawowej terminował ślusarstwo, nie podjął jednak pracy w tym zawodzie, gdyż nie zdał egzaminu rzemieślniczego. W kolejnych latach pracował jako niewykwalifikowany robotnik budowlany i murarz. W sierpniu 1932 roku wstąpił w szeregi NSDAP i SA. 
W październiku 1940 roku otrzymał przydział do „ośrodka eutanazji” w Hadamarze, w którym w ramach tzw. akcji T4 prowadzono eksterminację osób psychicznie chorych. Był tam zatrudniony w kuchni oraz jako pracownik biurowy. Uczestniczył także w kremacji zwłok. Latem 1942 roku na krótko powołano go do Wehrmachtu, a następnie skierowano ponownie do Hadamaru. Wkrótce jak wielu innych uczestników programu „eutanazji” otrzymał przydział do personelu akcji „Reinhardt”. Udał się najpierw do Lublina. 20 sierpnia 1942 roku wraz z siedmioma innymi weteranami akcji T4 przybył do obozu zagłady w Treblince.
W obozie był znany pod przydomkiem „Sepp”, stanowiącym zdrobnienie jego imienia. Ze względu na swe okrucieństwo stał się rychło postrachem żydowskich więźniów. Posiadał specjalnie zaprojektowany bicz, wysadzany ołowianymi kolcami, którym z upodobaniem okładał ofiary pędzone do komór gazowych. Zasłynął jednak przede wszystkim jako morderca niemowląt i małych dzieci, które wyrywał z rąk matkom, po czym roztrzaskiwał im główki o ogrodzenie lub ściany budynków.

Bestią dziką i podłą był niemiec Zepf. Ten najbardziej znęcał się nad dziećmi. Gdy popychał kobiety, a te prosiły go, by nie napierał, gdyż mają przy sobie dzieci, wyrywał im wówczas dziecko z rąk i albo rozrywał je w pół, biorąc za nóżki, albo główką uderzał o ścianę i odrzucał zabite. To nie były pojedyncze te wypadki, co kilka kroków odbywały się takie tragiczne sceny – relacja Jankiela Wiernika.

W październiku 1943 roku, w związku z likwidacją obozu, został przeniesiony do ośrodka zagłady w Sobiborze. Kilka tygodni później obóz ten również został zlikwidowany, a Hirtreiter, podobnie jak większość weteranów akcji „Reinhardt”, został przeniesiony na wybrzeże Adriatyku. Uczestniczył tam w walkach z jugosłowiańską partyzantką.
Po upadku III Rzeszy znalazł się w amerykańskim obozie dla internowanych w Darmstadt. W lipcu 1946 roku został aresztowany we Frankfurcie nad Menem w związku ze śledztwem prowadzonym w sprawie zbrodni popełnionych w Hadamarze. W czasie przesłuchania przyznał, że po zakończeniu akcji T4 został przeniesiony do „obozu w Małkini niedaleko Warszawy”, w którym mordowano Żydów w komorach gazowych, a także wymienił nazwiska kilku swoich kolegów, którzy służyli razem z nim w obozach zagłady akcji „Reinhardt”. Ponieważ w okupowanych Niemczech sprawy dotyczące zbrodni w obozach koncentracyjnych znajdowały się pod jurysdykcją trybunałów alianckich, niemieccy śledczy nie podjęli tego wątku. Nie zdołali mu także udowodnić współudziału w mordowaniu osób psychicznie chorych. Nieco później sąd denazyfikacyjny wymierzył mu karę 10 lat ciężkich robót za współudział w zabiciu ok. 4–5 tys. Żydów w obozie w Treblince.
Trzy lata później ponownie stał się obiektem zainteresowania wymiaru sprawiedliwości, tym razem w związku z uczestnictwem w masowych mordach w Treblince. Nastąpiło to niejako na skutek przypadku; jeden z zachodnioniemieckich prokuratorów wpadł na jego trop, przeczytawszy artykuł prasowy na temat jego sprawy denazyfikacyjnej. W trakcie procesu zeznawało dwóch ocalałych więźniów: Abraham Bomba i Szyja Warszawski. Wyrokiem z dnia 3 marca 1951 roku sąd we Frankfurcie nad Menem uznał Hirtreitera za winnego skatowania i zabicia dwóch żydowskich więźniów, przy których znaleziono ukryte pieniądze. Udowodniono mu także wielokrotne morderstwa na małych dzieciach i niemowlętach. Hirtreiter został skazany na karę dożywotniego pozbawienia wolności. Był pierwszym członkiem personelu Treblinki, którego osądzono za zbrodnie popełnione w obozie.
W 1977 roku został zwolniony z więzienia z przyczyn zdrowotnych. Ostatnie sześć miesięcy życia spędził w domu spokojnej starości we Frankfurcie nad Menem. Zmarł 27 listopada 1978 roku.